# Merline Johnson
Merline Johnson, geboren als Merline Baker was een Amerikaanse blueszangeres, die tijdens de jaren 1930 en 1940 bekend was als The Yas Yas Girl.

## Biografie
Merline Johnson was een tante van LaVern Baker en groeide op in Carrington in Callaway County. De eerste opnamen ontstonden in 1937, waarbij ze werd begeleid door Eddie Miller op de piano (Make Me a Pallet On the Floor en I'm Leaving You). Tot haar bekendste songs behoren I'll Try to Forget, die na de Tweede Wereldoorlog door Piano Red als Goodbye werd gecoverd, Good Old Easy Street en Sold It To The Devil. In totaal nam Johnson tot 1941 meer dan 90 songs op voor o.a. Vocalion Records en Conqueror Records, meestal jukejoint-songs als Don't You Make Me High, I'd Rather Be Drunk en Love With a Feeling. Bij haar opnamen werd ze o.a. begeleid door blues- en jazzmuzikanten als Big Bill Broonzy, Lonnie Johnson, Josh Altheimer, Fred Williams, Blind John Davis, Buster Bennett en Punch Miller. Haar laatste plaatopnamen ontstonden in 1947, maar werden aanvankelijk niet uitgebracht.

## Discografie
- The Yas Yas Girl (1937-1947) (Document)

- Gemeinsame Normdatei: 141585714
- International Standard Name Identifier: 0000 0000 8484 5078
- Library of Congress Control Number: n93005470
- MusicBrainz: cfe025f6-cf5b-4ec5-8c32-192adc21c00d
- SNAC: w6g86f68
- Virtual International Authority File: 121785813
- WorldCat: E39PBJhX9mCPPrwjcpwRxwfcyd